# Oksana Skaldina
Oksana Valentynivna Skaldina (in ucraino Оксана Валентинівна Скалдіна?; Zaporižžja, 24 maggio 1972) è un'ex ginnasta ucraina vincitrice della medaglia di bronzo alle Olimpiadi di Barcellona 1992 e campionessa del mondo all-around nel 1991.

## Biografia
Skaldina ha iniziato a praticare la ginnastica ritmica all'età di 5 anni. Dopo essersi trasferita a Kiev, ha cominciato ad allenarsi presso la Deriugina School. Fa la sua prima importante apparizione internazionale nel 1988, e l'anno dopo colleziona quattro medaglie d'oro e un bronzo ai Mondiali di Sarajevo 1989. Si laurea campionessa del mondo all-around ai campionati di Atene 1991.
Dopo la dissoluzione dell'Unione Sovietica, Oksana Skaldina disputa i campionati europei di Stoccarda 1992 rappresentando l'Ucraina e vincendo tre medaglie d'oro alla fune, al cerchio e alle clavette. Partecipa alle Olimpiadi di Barcellona 1992 facendo parte della Squadra Unificata: si contende il secondo posto con la spagnola Carolina Pascual, giungendo alla fine in terza posizione col punteggio 57.912 (contro i 58.100 punti totalizzati da Pascual), mentre la connazionale Oleksandra Timošenko resta saldamente al comando con 59.037 punti. Contrariata dall'esito, Skaldina rifiuta polemicamente di stringere la mano della Pascual durante la cerimonia di premiazione.
Terminati i Giochi olimpici, la ginnasta si è ritirata dall'attività agonistica. Ha sposato il pentatleta russo Dmitrij Svatkovskij, conosciuto durante le Olimpiadi di Barcellona 1992, e nel 1996 la coppia ha dato alla luce la figlia Dar'ja Svatkovskaja che è stata anche lei una ginnasta.

## Palmarès
- Giochi olimpici

Barcellona 1992: bronzo nel concorso individuale.
- Campionati mondiali di ginnastica ritmica

Sarajevo 1989: oro nella fune, nel cerchio, nel nastro e nella gara a squadre; bronzo nell'all-around.
Atene 1991: oro nell'all-around e nella gara a squadre; argento nella palla; bronzo nella fune e nel cerchio.
- Campionati europei di ginnastica ritmica

Göteborg 1990: oro nella fune, nel cerchio, nella palla, nel nastro e nella gara a squadre; bronzo nell'all-around.
Stoccarda 1992: oro nella fune, nel cerchio e nelle clavette.